# Suzanne Segerstrom
 (avril 2023).
Suzanne C. Segerstrom est professeure de psychologie et biostatisticienne à l'Université du Kentucky. Elle est connue pour ses recherches cliniques sur l'optimisme et le pessimisme en relation avec la santé, le stress et le bien-être général,,.
Elle est la récipiendaire du premier prix de psychologie positive Templeton en 2002 pour son travail « visant à comprendre les processus derrière les dispositions et les croyances optimistes et, en particulier, comment ces processus sont liés au fonctionnement du système immunitaire ». Elle est rédactrice en chef de Psychosomatic Medicine. Elle était auparavant présidente de l'American Psychosomatic Society. Suzanne Segerstrom est membre de l'Association for Psychological Science.

## Biographie
Suzanne Segerstrom est née à Boston et grandit dans l'Oregon. Elle fréquente le Lewis and Clark College où elle obtient un baccalauréat en psychologie et musique en 1990. Elle termine ensuite  sa maîtrise et son doctorat, décrochant son diplôme en psychologie clinique à l'Université de Californie à Los Angeles (1997) et un stage clinique en psychologie au Vancouver Hospital and Health Sciences Centre (Université de la Colombie-Britannique). Elle obtient ensuite un diplôme MPH[Quoi ?] en biostatistique de l'Université du Kentucky (2017).
Elle est étudiante à l'UCLA, sous la supervision de Shelley E. Taylor, Margaret Kemeny et Michelle Craske. Sa thèse intitulée "L'optimisme est associé à l'humeur, à l'adaptation et aux changements immunitaires en réponse au stress" reçoit le prix Martin EP Seligman de l'Association américaine de psychologie pour une recherche de thèse exceptionnelle sur la science de l'optimisme et de l'espoir.
Les recherches de Suzanne Segerstrom sont financées par le National Institutes of Health.

## Recherche
Les recherches de Suzanne Segerstrom examinent les différences individuelles dans les facteurs cognitifs, émotionnels et de personnalité (par exemple, l'optimisme dispositionnel) en relation avec le bien-être psychologique, la santé et les fonctions physiologiques (par exemple, le système immunitaire. Cela comprend des études sur les effets de la déception et de l'approche émotionnelle d'adaptation sur la santé. Ses recherches, en collaboration avec Sandra Sephton, explorent comment les attentes des étudiants en droit pour leur avenir affectent leur réponse immunitaire,, et suggère que l'optimisme produit des avantages pour la santé, y compris la protection contre les infections virales. Ces résultats concordent avec d'autres travaux indiquant que les personnes qui ont des attitudes positives ont de meilleurs résultats en matière de santé.
Suzanne Segerstrom est l'auteure de Breaking Murphy's Law: How Optimists Get What They Want and Pessimists Can Too et l'éditrice de The Oxford Handbook of Psychoneuroimmunology.

## Travaux
- Nes, LS et Segerstrom, SC (2006). Optimisme dispositionnel et adaptation : une revue méta-analytique. Revue de personnalité et de psychologie sociale, 10 (3), 235–251.
- Segerstrom, SC (2007). Optimisme et ressources : Effets les uns sur les autres et sur la santé sur 10 ans. Journal de recherche sur la personnalité, 41 (4), 772–786.
- Segerstrom, SC et Miller, GE (2004). Stress psychologique et système immunitaire humain : une étude méta-analytique de 30 ans d'enquête. Bulletin psychologique, 130 (4), 601–630.
- Segerstrom, SC et Nes, LS (2007). La variabilité de la fréquence cardiaque reflète la force d'autorégulation, l'effort et la fatigue. Science psychologique, 18 (3), 275–281.
- Segerstrom, SC, Taylor, SE, Kemeny, ME et Fahey, JL (1998). L'optimisme est associé à l'humeur, à l'adaptation et aux changements immunitaires en réponse au stress. Journal de la personnalité et de la psychologie sociale, 74 (6), 1646–1655.
- Segerstrom, SC, Tsao, JC, Alden, LE et Craske, MG (2000). Inquiétude et rumination : Pensée répétitive comme concomitante et prédictive d'une humeur négative. Thérapie cognitive et recherche, 24 (6), 671–688.